# Şehzade Cihangir
Şehzade Cihangir (Estambul, 9 de diciembre de 1531 — Alepo, 27 de noviembre de 1553) fue el quinto y último hijo del sultán Solimán el Magnífico y Hürrem Sultan. Fue uno o puede que hasta el hijo más querido de su padre. Desde su nacimiento, tuvo algunas complicaciones de salud (disrafia espinal).
En la tercera expedición a Irán, Cihangir junto con su padre partieron de Estambul y llegaron a las llanuras de Ereğli. Şehzade Mustafa, también llegó con sus tropas desde Konya, donde fue estrangulado por los guardias de su padre el 6 de octubre de 1553. Cihangir se sorprendió por la situación, ya que le tenía especial cariño a su medio hermano Mustafa, y el ejército se desmoralizó cuando se enteraron sobre el evento. Su melancolía se entendió cuando llegaron a Alepo, y este frágil joven no pudo tolerar esta insoportable situación y el difícil viaje. Finalmente murió en Alepo el 27 de noviembre de 1553. No pudo recuperarse de la conmoción y el dolor que le causó la ejecución de su hermano. Una fuente dice que se suicidó al escuchar la noticia.
Después de su muerte, su cuerpo fue llevado a Estambul, donde fue enterrado junto a su hermano mayor Şehzade Mehmed en la mezquita Şehzade. El barrio de Cihangir en Estambul recibió su nombre en honor a Şehzade Cihangir cuando su padre hizo que Mimar Sinan construyera una mezquita de madera allí en 1559 para conmemorar su muerte. El área, que domina el Bósforo, era uno de los lugares favoritos de Cihangir. El nombre del barrio proviene de esta mezquita.